# Neue Partei Japan
Die Neue Partei Japan (jap. 新党日本, Shintō Nippon) war eine kleine japanische Partei, die 2005 von Gegnern der Postprivatisierung gegründet wurde, die die regierende Liberaldemokratische Partei (LDP) von Premierminister Jun’ichirō Koizumi verlassen mussten. Zu den Gründungsmitgliedern gehörten drei Unterhaus- und ein Oberhausabgeordneter, Parteivorsitzender wurde Yasuo Tanaka, Gouverneur der Präfektur Nagano.
Neben der Neuen Partei Japan entstand auch die Neue Volkspartei aus Postprivatisierungsgegnern; die Parteiausschlüsse führten dazu, dass Premier Koizumi Neuwahlen ausrief, um Bestätigung für seinen Reformkurs bei der Wählerschaft zu suchen und die neuen Parteien zu schwächen, indem er in den Wahlkreisen der LDP-Rebellen starke Kandidaten, sogenannte „Attentäter“ (darunter Takafumi Horie, Yuriko Koike) aufstellte. Das Vorhaben ging auf: Die Neue Partei verlor zwei ihrer drei Unterhausmandate.
Ein Jahr später verlor der Parteivorsitzende Tanaka die Gouverneurswahl in Nagano. Er gewann bei den Oberhauswahlen 2007 den einzigen Oberhaussitz für die Neue Partei Japan. Mit drei Prozent der Verhältniswahlstimmen sicherte sich die Partei dabei auch für sechs Jahre den rechtlichen Status als politische Partei, sofern sie mit mindestens einem Abgeordneten im nationalen Parlament vertreten war. Die Partei war im Oberhaus gemeinsam mit der Neuen Volkspartei und dem Shinryokufūkai Teil der Mehrheitsfraktion der Demokratischen Partei. Der einzige Unterhausabgeordnete der Neuen Partei Japan, Makoto Taki, verließ die Partei im Juli 2007.
Bei der Wahl 2009 konnte Tanaka erfolgreich einen Unterhaussitz im Wahlkreis von Ex-Minister Tetsuzō Fuyushiba erobern. Der Nachrücker für Tanaka im Oberhaus, Makoto Hirayama, gehörte der Fraktion der Demokratischen Partei, nicht mehr der Neuen Partei Japan an. 2010 begründete Tanaka eine gemeinsame Fraktion mit der Neuen Volkspartei, die er im April 2012 wieder auflöste, als Shizuka Kamei seinen Parteiaustritt aus der Neuen Volkspartei erklärte. Er positionierte sich danach in Opposition zur Regierungskoalition aus Demokraten und Neuer Volkspartei. Bei der Unterhauswahl 2012 war Tanaka im Wahlkreis Hyōgo 8 der einzige Kandidat der Partei; er unterlag klar Hiromasa Nakano von der Kōmeitō, der von der LDP und aufgrund einer regionalen Kooperationsvereinbarung auch der Nippon Ishin no Kai unterstützt wurde.

## Wahlergebnisse
| Jahr         | Unterhauswahlergebnisse | Unterhauswahlergebnisse | Unterhauswahlergebnisse | Unterhauswahlergebnisse | Unterhauswahlergebnisse | Unterhauswahlergebnisse | Oberhauswahlergebnisse | Oberhauswahlergebnisse | Oberhauswahlergebnisse | Oberhauswahlergebnisse | Oberhauswahlergebnisse | Oberhauswahlergebnisse |
| Jahr         | Kandidaten              | Direktwahl              | Direktwahl              | Verhältniswahl          | Verhältniswahl          | Mandate                 | Kandidaten             | Direktwahl             | Direktwahl             | Verhältniswahl         | Verhältniswahl         | Mandate                |
| Jahr         | Kandidaten              | Stimmenanteil           | Mandate                 | Stimmenanteil           | Mandate                 | Mandate                 | Kandidaten             | Stimmenanteil          | Mandate                | Stimmenanteil          | Mandate                | Mandate                |
| ------------ | ----------------------- | ----------------------- | ----------------------- | ----------------------- | ----------------------- | ----------------------- | ---------------------- | ---------------------- | ---------------------- | ---------------------- | ---------------------- | ---------------------- |
| Bei Gründung | Bei Gründung            | Bei Gründung            | Bei Gründung            | Bei Gründung            | Bei Gründung            | 3/480                   |                        |                        |                        |                        |                        | 1/242                  |
| 2005         | 8                       | 0,2 %                   | 0/300                   | 2,4 %                   | 1/180                   | 1/480                   |                        |                        |                        |                        |                        |                        |
| 2007         |                         |                         |                         |                         |                         |                         | 3                      | (keine Kandidaten)     | (keine Kandidaten)     | 3,0 %                  | 1/48                   | 1/242                  |
| 2009         | 8                       | 0,3 %                   | 1/300                   | 0,7 %                   | 0/180                   | 1/480                   |                        |                        |                        |                        |                        |                        |
| 2010         |                         |                         |                         |                         |                         |                         | (keine Kandidaten)     | (keine Kandidaten)     | (keine Kandidaten)     | (keine Kandidaten)     | (keine Kandidaten)     | 0/242                  |
| 2012         | 1                       | 0,1 %                   | 0/300                   | (keine Kandidaten)      | (keine Kandidaten)      | 0/480                   |                        |                        |                        |                        |                        |                        |